# Den hellige kriger
Den hellige kriger er en roman skrevet af forfatteren Klaus Kroll. Klaus Kroll er professionel soldat og tidligere efterretningsofficer, og han har været udstationeret i flere af verdens brændpunkter, blandt andet i Irak og på Balkan. Den hellige kriger er inspireret af og bygger på mange af de oplevelser, forfatteren har haft som soldat.
Bogens hovedperson hedder Hazim og er en ung muslimsk dreng , der i Sarajevo bliver indrulleret i kampen mod Serberne. Herefter følges Hazims færd til krigszoner som Tjetjenien og Irak, hvor han kæmper som snigskytte.
Det er en meget barsk og samtidig faktuel bog. Bogen er udgivet på Forlaget BIOS